# Národní archiv Indie
Národní archiv Indie (National Archives of India, NAI) byl původně založen za britské koloniální správy jako Imperial Record Department v roce 1891 v Kalkatě. Spadá pod Ministerstvo kultury Indické vlády.

## Historie

### Imperial Record Department
Národní archiv Indie byl pod názvem Imperial Record Department ustanoven 11.března 1891 v Kalatě. Jeho prvním ředitelem byl jmenován historik a novinář G.W.Forrest. Úkolem archivu bylo shromažďování, vyhodnocování a správa dokumentů všech oddělení britské vlády. Poté v čele instituce byli archiváři, kteří rovněž dělali výzkum. V roce 1911 byl archiv přemístěno do nového hlavního města Dillí, následně v roce 1926 došlo k přestěhování do nové budovy. Tato budova byla jednou ze čtyř muzejních a archivních budov, které architekt Edwin Lutyens naplánoval na křižovatce ulic King's Way a Queen's Way. Postavena však byla pouze tato budova v pozdně neoklasicistním stylu, původně byla známá právě pod názvem Imperial Record Office. 

### Národní archiv Indie
Po získání nezávislosti v roce 1947 byla isntituce přejmenována na Národní archiv Indie a vedoucí organizace byl jmenován ředitelem archivu. Dr. S. N. Sen stál v čele jak za britské koloniální správy, tak i po vyhlášení nezávislosti od roku 1939 do roku 1949. Za jeho vedení došlo k usměrnění činnosti archivu. Byly například zpřístupněny záznamy pro výzkum a to v roce 1939, do roku 1947 byly všechny záznamy vytvořené před rokem 1902 zpřístupněny k nahlédnutí. V roce 1940 byla zřízena tzv. Conservation Research Laboratory, která se zabývala výzkumem problémů souvisejících s konzervací dokumentů, což byl vizionářský počin Dr. Sena. V roce 1941 bylo zavedeno školení v oblasti archivnictví. V roce 1944 stanovila Indická komise pro historické záznamy plán poválečné reorganizace archivních úřadů v Indii. V roce 1947 vznikl odborný časopis The Indian Archives, kde byly publikovány odborné články o pramenech moderních indických dějin, o konzervaci dokumentů, správě záznamů, reprografii, archivním povědomí a všech dalších souvisejících aspektech funkčních archivů. V roce 1990 došlo k posílení pozice Národního archivu, neboť byla pozice ředitele archivu přejmenována na generálního ředitele archivu. V březnu 2015 slavil Národní archiv 125 let své existence. Na počest se konaly celoroční oslavy, které měly zároveň za úkol přiblížit archiv i jeho pobočky široké veřejnosti.Následné roky se nesly zejména ve znamení digitalizace.
V roce 2024 má Národní archiv Indie regionální pobočku v Bhópálu a tři evidenční střediska v Džajpuru, Pudeččéri a Bhubanéšvaru.

## Archiválie
Fondy v Národním archivu jsou řazeny do pravidelných řad od roku 1748. Mezi jazyky záznamů patří angličtina, arabština, hindština, perština, sanskrt a urdština. Záznamy byly provedeny na papír, palmové listy, březovou kůru a pergamen. Záznamy jsou rozděleny do čtyř kategorií: Veřejné záznamy, orientální záznamy, rukopisy a soukromé dokumenty. V souvislosti s nedostatečnou péčí o uchovávání záznamů a zacházení s nimi se objevuje značná kritika.